# Thomas Calabro
Thomas F. Calabro (ur. 3 lutego 1959 w Brooklynie, w stanie Nowy Jork) – amerykański aktor telewizyjny, reżyser i producent filmowy włoskiego pochodzenia.

## Życiorys

### Wczesne lata
Studiował na Uniwersytecie Fordham w Nowym Jorku, gdzie wraz z Denzelem Washingtonem wystąpił w szkolnym przedstawieniu Sen nocy letniej jako Oberon- król elfów. Uczył się aktorstwa w nowojorskim Actor's Studio i Circle Repertory Lab.

### Kariera
Debiutował na kinowym ekranie w sensacyjnym dramacie kryminalnym Exterminator 2 (1984) u boku Mario Van Peeblesa. Telewidzowie mogli go zapamiętać jako doktora Michaela Mancini w operze mydlanej Aarona Spellinga Melrose Place (1992-99), której był również reżyserem czterech odcinków. Pojawił się także w serialach: NBC Dotyk anioła (Touched by an Angel, 2001), Warner Bros. Bez skazy (Nip/Tuck, 2005) i CBS Dowody zbrodni (Cold Case, 2006).

## Życie prywatne
10 kwietnia 1993 roku ożenił się z Elizabeth Pryor. Mają troje dzieci: córkę Connor (ur. 1995) oraz dwóch synów - Augie (ur. 1997) i Luca (ur. 1999). Jednak 1 października 2006 rozwiódł się.

## Filmografia

### Filmy fabularne
- 1984: Exterminator 2 jako Larry
- 1996: Skradziona młodość (A Friend's Betrayal, TV) jako Paul Hewitt
- 1988: Ladykillers (TV) jako Cavanaugh
- 1997: Ludzie mafii (Made Men) jako Nicky „Shoes” Piazza
- 2000: Kruche jak lód: Walka o złoto (Ice Angel, TV) jako Ray
- 2001: Italian Ties jako Philly
- 2007: Cake: A Wedding Story jako Bernard
- 2007: Dopóki kłamstwa nas nie rozłączą jako Trey Mitchell
- 2008: Safehouse jako Charles York
- 2009: Locker 13 jako Harvey
- 2010: Współczesna historia Kopciuszka (Elle: A Modern Cinderella Tale) jako Allen

### Seriale TV
- 1989: Dream Street jako Joey Coltrera
- 1990: Detektyw w sutannie (Father Dowling Mysteries) jako Sean
- 1990: Prawo i porządek (Law & Order) jako Ned Loomis
- 1992: Columbo (No Time to Die) jako detektyw Andy Parma
- 1992-99: Melrose Place jako dr Michael Mancini
- 1994: MADtv jako gospodarz
- 1995: Prawo Burke’a (Burke’s Law) Nick Blackwood
- 1996: Ned i Stacey (Ned & Stacey) jako Don Morelli
- 2001: Dotyk anioła (Touched by an Angel) jako Ben Mason
- 2005: Bez skazy (Nip/Tuck) jako dr Abrams
- 2006: Dowody zbrodni (Cold Case) jako ADA William Danner
- 2008–2009: Greek jako senator Ken Logan
- 2009: Bez śladu (Without a Trace) jako Ken Gilroy
- 2009–2010: Melrose Place jako dr Michael Mancini
- 2010: CSI: Kryminalne zagadki Nowego Jorku jako Charles Harris
- 2011: Castle jako Scott Donner
- 2011: Agenci NCIS jako Len Feeney
- 2012: Glee jako Puckerman